# Homalomena wallisii
Homalomena wallisii är en kallaväxtart som beskrevs av Eduard August von Regel. Homalomena wallisii ingår i släktet Homalomena och familjen kallaväxter. Inga underarter finns listade.

## Bildgalleri

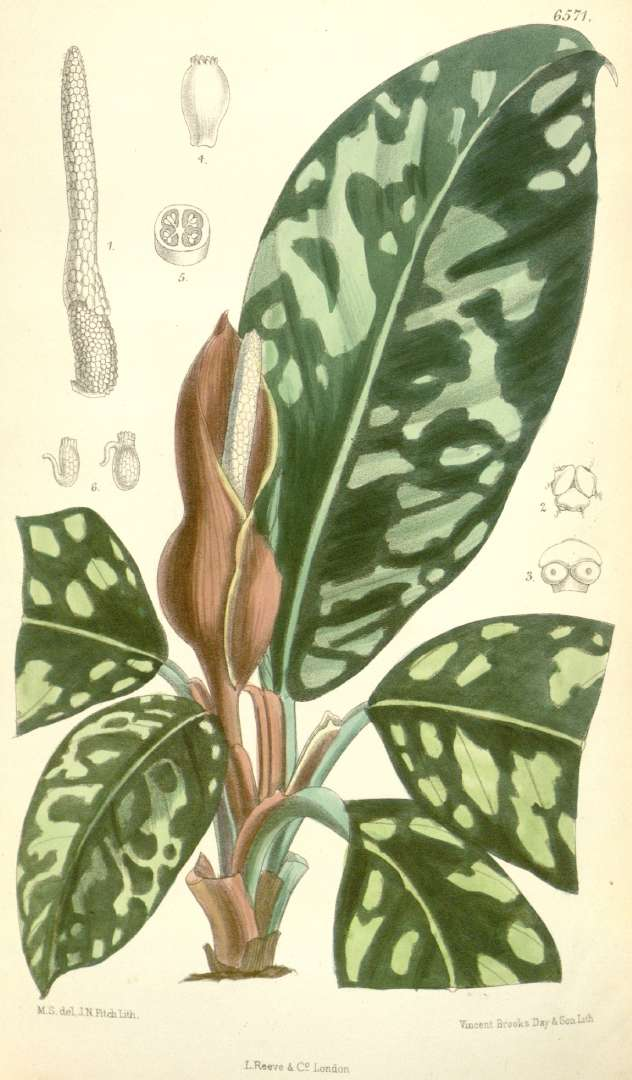